# Chorążyce
Chorążyce – wieś w Polsce położona w województwie małopolskim, w powiecie proszowickim, w gminie Koniusza.
W latach 1975–1998 miejscowość administracyjnie należała do województwa krakowskiego.
Integralne części miejscowości: Kaptur, Parcelacja.